# Kildesortering
 Denne artikel omhandler overvejende eller alene danske forhold. Hjælp gerne med at gøre artiklen mere almen.
Kildesortering er et princip for affaldssortering, der går ud på at affaldet sorteres på det sted hvor det produceres, inden det viderebehandles. Typisk sorteres der i fraktioner baseret på materialetypen eller farlighed - fx glas, papir, "kemikalier" o.l. Affald, der ikke ved denne sortering kommer i en særlig fraktion, kaldes restaffald.-
Formålet med sorteringen er dels at øge muligheden for at genbruge materialerne, dels at minimere risikoen for sundheds- og miljøeffekter af fejlbehandlet affald - fx afbrænding af klorholdige produkter som PVC. En bieffekt er, at mængden af restaffald til forbrænding generelt bliver mindre.
Der er generelt krav om sortering af alt affald i Danmark. De fleste steder skal eksempelvis batterier, papir og glas frasorteres i dagrenovation fra husstande, og mange steder er der endnu flere kategorier for private. Nogle steder indsamles også organisk affald, mens der andre steder udleveres kompostbeholdere med opfordring til at borgerne selv behandler affaldet. 
For erhvervsaffald er kravene endnu større, og der opfordres til eller direkte kræves at pap, papir, plastic, tegl, gips, metal, lysstofrør, kemikalier og andet opdeles i separate fraktioner, der afhentes hver for sig og genanvendes eller miljøbehandles på forskellig vis.
Visse steder i udlandet, blandt andet i store dele af USA, indsamles de største fraktioner af genbrugsegnet husholdningsaffald - pap, papir, plastic, metal og glas - samlet, og sorteres centralt. Dette nedsætter sorteringsarbejdet for den enkelte husholdning, og muliggør mere automatiseret indsamling. Til gengæld kræver den videre behandling flere ressourcer.